# East Brent
East Brent est un village et une paroisse civile du district de Sedgemoor dans le Somerset en Angleterre.
Il comptait 1 302 habitants au recensement de 2011.

## Géographie
A proximité de l'autoroute M5, il est situé à 8 km à l'ouest d'Axbridge dans le sud-ouest de l'Angleterre. La paroisse comprend les hameaux de Rooksbridge, où la route A38 traverse la Mark Yeo (en) et Edingworth.

## Histoire
Un manoir faisait partie du grand domaine saxon de Brent donné par le roi du Wessex Ine à l'abbaye de Glastonbury en 693. Il est détenu par les moines de l'abbaye jusqu'à la dissolution des monastères en 1539. Il est ensuite accordé au duc de Somerset puis passe aux Whitmores et aux Pophams, qui vivaient dans la Beaconsfield House, monument classée au Grade II, jusqu'à ce qu'elle soit vendue en 2015.
East Brent faisait partie du Hundred of Brent-cum-Wrington (en).
L'abbé John Selwood a construit un manoir dans le village au XVe siècle, qui a été démoli en 1708.
L' église paroissiale de St Mary the Blessed Virgin a été construite au XVe siècle et a été restaurée au XIXe avec le rajout d'un chancel par William Butterfield. Il s'agit d'un bâtiment classé Grade I. L'église a un pupitre d'aigle du XVe siècle et une chaire datant de 1634.
Charles Fane de Salis (en) était le vicaire à la fin du XIXe siècle, avant de devenir évêque de Taunton.
Une chapelle baptiste a été érigée en 1852 et utilisée pour la dernière fois pour le culte en 1955 avant d'être convertie en maison privée.

## Personnalité
- Richard Adams Locke (1800-1871), journaliste, y est né.